# Charles Smith Olden

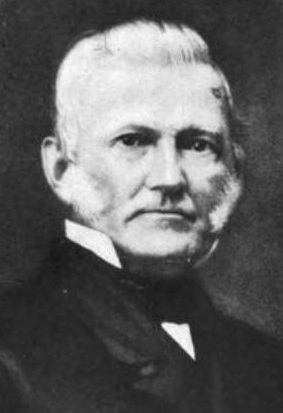
Charles Smith Olden

Charles Smith Olden (* 19. Februar 1799 in Princeton, New Jersey; † 7. April 1876 ebenda) war ein US-amerikanischer Politiker und von 1860 bis 1863 Gouverneur des Bundesstaates New Jersey.

## Frühe Jahre und politischer Aufstieg
Charles Olden besuchte die öffentlichen Schulen seiner Heimat. Danach wurde er ein erfolgreicher Geschäftsmann und Händler. Seine geschäftlichen Aktivitäten führten ihn über Pennsylvania bis nach Louisiana und wieder zurück nach New Jersey. Zwischen 1845 und 1851 war er des Senats von New Jersey. Nach der Gründung der Republikanischen Partei trat er dieser bei. Im Jahr 1859 wurde er als deren Kandidat zum Gouverneur seines Staates gewählt.

## Gouverneur von New Jersey
Olden trat seine dreijährige Amtszeit am 17. Januar 1860 an. Die erste Phase seiner Amtszeit war von den heftigen Diskussionen im Vorfeld des Amerikanischen Bürgerkrieges überschattet. Nach dem Ausbruch des offenen Kampfhandlungen im April 1861 musste auch New Jersey seinen Beitrag zu diesem Krieg leisten. Der Staat stand auf der Seite der Union und der Gouverneur musste bestimmte von der Bundesregierung gestellte Quoten an Soldaten und Nachschub erfüllen. Fast alle Wirtschaftsbereiche mussten auf die neue kriegsbedingte Lage umgestellt werden.

## Weiterer Lebenslauf
Oldens Amtszeit endete am 20. Januar 1863. Zwischen 1868 und 1873 war er Mitglied des Obersten Berufungsgerichtes von New Jersey und von 1869 bis 1875 war er auch Mitglied der Kommission der Wasseranrainer (Riparian Commission). Olden gehörte auch einem Schuldentilgungsausschuss (Sinking Fund Commission) des Staates New Jersey an. Außerdem war er Kämmerer und später Kurator der Princeton University. Charles Olden verstarb im April 1876. Er war mit Phoebe Ann Smith verheiratet. Das Paar hatte eine Adoptivtochter.